# Драголюнцев, Анатолий Дмитриевич
Анатолий Дмитриевич Драголюнцев (укр. Анатолій Дмитрович Драголюнцев; род. 18 июня 1938, Ворошиловград, Ворошиловградская область, УССР, СССР) — украинский политик, член КПУ, Герой Социалистического Труда.

## Биография
Родился 18 июня 1938 года в Ворошиловграде (теперь Луганск).
В 1955—1956 годах — ученик ТУ № 9.
В 1956—1957 годах — токарь, резчик труб трубопрокатного завода им. Пархоменко.
В 1957—1998 годах — слесарь-электромонтажник тепловозостроительного завода им. Октябрьской революции (Государственная холдинговая компания «Лугансктепловоз»).
В 1981 году окончил Луганский машиностроительный техникум по специальности «Обработка металлов резанием».
Народный депутат Украины III созыва с апреля 1998 года от КПУ (№ 7 в списке).
Член фракции КПУ (с мая 1998 года).
Член Комитета по вопросам строительства, транспорта и связи (с июля 1998 года).
В апреле 2002 года кандидат в народные депутаты Украины от КПУ (№ 111 в списке).

## Награды
Почётный железнодорожник СССР, Герой Социалистического Труда, дважды награждён орденом Ленина, награждён орденом Трудового Красного Знамени, орденом Дружбы народов.